# Ириге (Белуно)
Ириге (итал. Irrighe) је насеље у Италији у округу Белуно, региону Венето.
Према процени из 2011. у насељу је живело 110 становника. Насеље се налази на надморској висини од 825 м.